# Fredy Hirsch
Fredy Hirsch, vlastním jménem Alfred Hirsch (11. února 1916, Cáchy – 8. března 1944, KT Osvětim) byl židovský pedagog, sportovec, sionista a vůdčí osobnost výchovy a vzdělávání dětí v koncentračních táborech Terezín a Auschwitz-Birkenau.

## Mládí v Německu
Fredy se narodil v roce 1916 v německých Cáchách do německé emancipované židovské rodiny. Otec mu zemřel, když bylo Fredymu pouhých 10 let. Již od raného dětství byl zapáleným sportovcem a skautem, působil v židovských spolcích Makabi Hacair a Jüdischer Pfadfinderbund Deutschland (Německé židovské skautské hnutí).
Po nástupu Hitlera k moci v roce 1933 se části jeho rodiny (bratrovi a matce s novým manželem) podařilo emigrovat do Bolívie, zatímco Fredy zůstal v Německu a začal se angažovat v sionistickém hnutí, které mělo za cíl dostat co nejvíce Židů do Palestiny. Působil postupně v Düsseldorfu a Frankfurtu nad Mohanem, až byl v roce 1935 nucen emigrovat do Československa.

## Emigrace a působení v Československu
V Československu se podílel na organizaci sionistického hnutí, sportovní výchově a práci s mládeží a na přípravě pro vycestování do „země zaslíbené“. Působil zejména v Praze, Brně a Ostravě. V Brně, kde tři roky pracoval jako cvičitel rytmiky pro Makabi, se také seznámil se svým partnerem, medikem Janem Mautnerem. Spolu s ním vedl různé skautské tábory, také s dětmi secvičoval divadlo a různá kulturní představení.
Hirsch byl také členem mládežnické sionistické organizace Hechaluc, v níž se mladí Židé připravovali na emigraci do Palestiny, seznamovali se s hebrejštinou a získávali základy řemesel a zemědělské výroby, které měli později uplatnit v izraelských kibucech. Po okupaci ČSR nacisty a nastolení diskriminačních opatření bylo Židům zakazováno se zdržovat na veřejných prostranstvích. Jednou z mála výjimek bylo v Praze-Strašnicích hřiště Hagibor (hebrejsky „hrdina“), kde Hirsch denně organizoval oázu „normálního“ života pro diskriminované děti.

## Ghetto Terezín
Fredy byl poslán transportem Aufbaukommando II 4. prosince 1941 spolu se dvěma desítkami pracovníků židovské obce do ghetta Terezín, aby připravili toto pevnostní město na nápor příchozích transportů Židů z celé Evropy. Jejich úkolem bylo vybudovat ghetto a vypracovat jeho organizační strukturu, Fredy Hirsch měl za úkol práci s dětmi a mládeží. První děti začaly přicházet do Terezína na konci listopadu 1941 a Fredy byl v mnoha případech první osobou, s níž se vyděšené po příjezdu setkaly a která je dokázala uklidnit, povzbudit a případně jim zařídit lékařské ošetření. Po dětech vyžadoval naprostý pořádek a čistotu a trval na každodenním cvičení, přičemž jim opakoval, že úzkostlivá osobní hygiena a udržování fyzické kondice jsou jedinou cestou k přežití. V ghettu organizoval i kulturní život. Hrál na flétnu a každý páteční večer s ním děti nacvičovaly písničky. Pod jeho vedením byly vyráběny loutky a děti s nimi hrály oblíbené stínové divadlo.

## Osvětim
Do koncentračního tábora Auschwitz-Birkenau byl Fredy Hirsch přepraven 6. září 1943. V tzv. Terezínském rodinném táboře se stal kápem v ženské části tábora. Díky jeho sebejistému vystupování a odvaze ho do určité míry respektovali dokonce i někteří příslušníci SS, a to i přesto, že byl Žid a homosexuál. V Osvětimi se mu podařilo zřídit dětský blok pro asi 500 dětí. Jakmile začalo odbojové hnutí v táboře dostávat informace o tom, že všichni Židé ze zářijových transportů mají být zplynováni, určilo jako vůdce pro případné povstání právě Fredyho Hirsche.
Poté, co bylo 7. března 1944 celkem 3 791 mužů, žen a dětí přeloženo z rodinného tábora do tábora karanténního (BIIa), pověřilo osvětimské odbojové hnutí Rudolfa Vrbu, aby Hirsche kontaktoval a snažil se jej přesvědčit o nutnosti vyvolat povstání, k němuž by se přidali také členové Sonderkommanda. Ráno 8. března se Vrba znovu sešel s Hirschem a potvrdil mu, že likvidace Židů ze zářijových transportů v plynových komorách je jistá. Fredy Hirsch si vyžádal hodinu na rozmyšlenou, a když se Vrba vrátil, našel jej umírajícího na otravu. Přivolaný dr. Kleinmann (francouzský Žid polského původu) Vrbovi sdělil, že se pravděpodobně otrávil barbituráty a že by sice bylo možné jej zachránit, ale nebyl by schopen se několik týdnů postavit na nohy. Vzhledem k situaci považoval dr. Kleinmann za nejlepší nepokoušet se Hirsche zachraňovat.
Okolnosti Hirschovy smrti ale stále nejsou úplně vyjasněny, někteří přeživší holokaustu, kteří Hirsche osobně znali, verzi o sebevraždě popírají.
Terezínská iniciativa, sdružení českých přeživších holokaustu, dodnes považuje tematizaci Hirschovy sexuální orientace za „znevažování jeho památky“.